# Runenstein von Kalleby

Runenstein von Kalleby

Der Runenstein von Kalleby steht gegenüber der Kirche am Ortsende von Tanumshede, in Bohuslän in Schweden. Die Schrift soll um 400 n. Chr. in den Findling gepunzt worden sein und zählt zu den ältesten Runeninschriften im älteren Futhark überhaupt.
Die Höhe des Runensteines aus Granit beträgt 2,35 m. Als man den Stein etwa 5 km südlich des heutigen Standortes im frühen 19. Jahrhundert fand, wurde er als Steg über einen Bach benutzt, sein ursprünglicher Standort ist unbekannt.
Es gibt keine allgemein anerkannte Deutung der Inschrift, an der sich Theodor von Grienberger (1855–1932), Enver Achmedovic Makaev, Elmer H. Antonsen (1929–2008), Thorhallur Eythorsson, Wolfgang Krause (1895–1970), Herbert Jankuhn (1905–1990), Jesse Robert Smith, John McKinnell und Ottar Grønvik (1916–2008) versuchten. Vom Nordischen Institut der Universität Kiel wurden fünf Interpretationen zusammengestellt. Dass es keine Übereinstimmung bei der Deutung gibt, dürfte mit der Symmetrie zusammenhängen, die der Runenritzer angewendet hat. Bei der Schrift des Kalleby-Steines fallen die waagerechten Spiegelungen auf. Die Runen muss man von der rechten Seite, von unten nach oben lesen.